# Macrophilharmostes major
Macrophilharmostes major är en skalbaggsart som beskrevs av Renaud Maurice Adrien Paulian 1975. Macrophilharmostes major ingår i släktet Macrophilharmostes och familjen Hybosoridae. Inga underarter finns listade i Catalogue of Life.